# سید حسین امامی

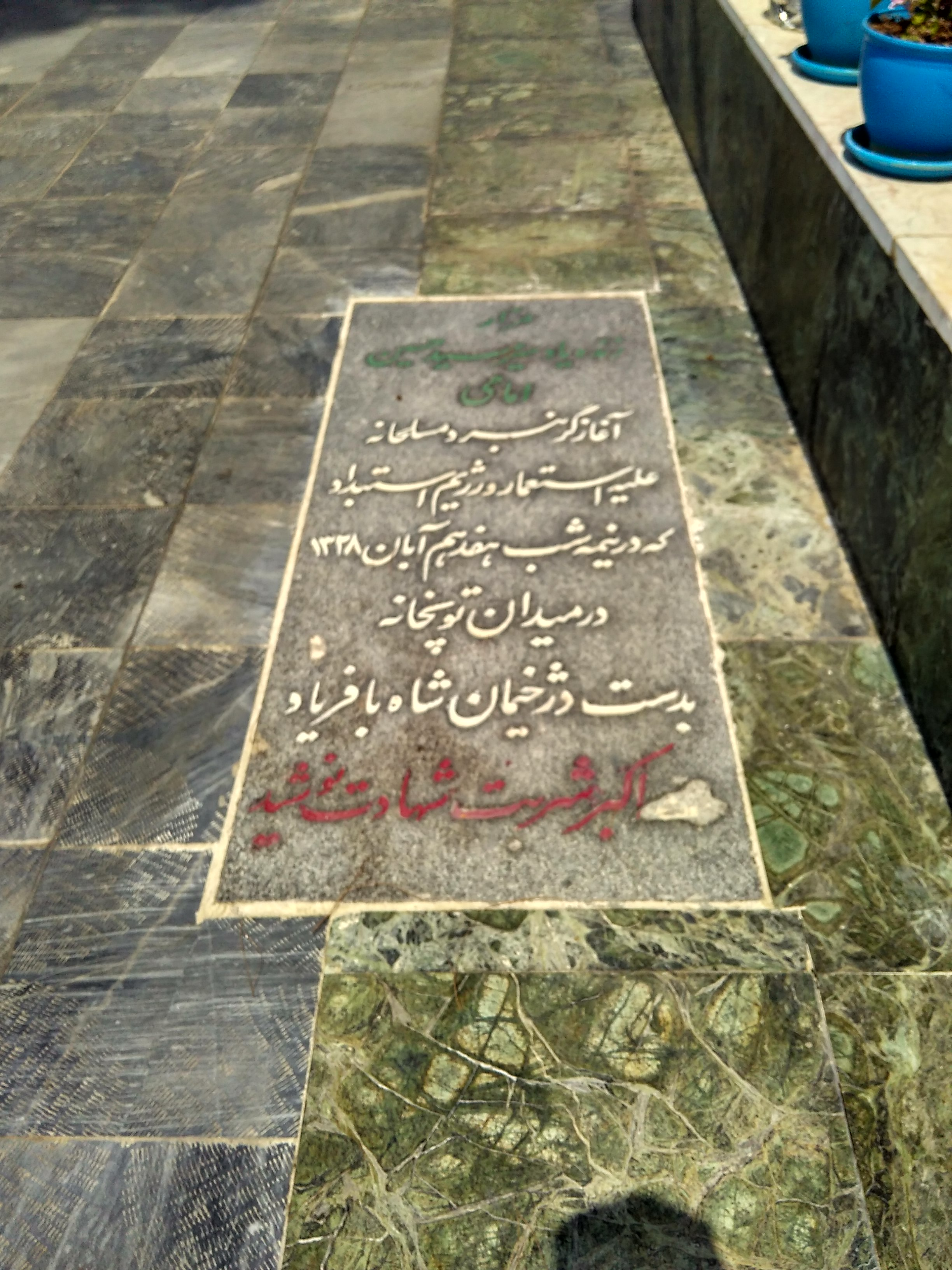
سنگ قبر سید حسین امامی در ابتدای ورودی بقعه شیخ صدوق در گورستان ابن بابوی شهر ری، جعفر شجونی مدعی است جسد او را قبل از تخریب مسگرآباد به این مکان منتقل کرده است.

سید حسین امامی (زاده ۱۳۰۳ – درگذشته ۱۷ آبان ۱۳۲۸)، از اعضای گروه فدائیان اسلام بود. وی به همراه برادرش علی‌محمد، احمد کسروی را در ۲۰ اسفند ۱۳۲۴ در کاخ دادگستری با ضربات چاقو به قتل رساند، اما به اصرار مقامات وقت از جمله وزیر دارائی عبدالحسین هژیر از زندان رها شد.
سید حسین امامی چهار سال بعد هژیر را که وزیر دربار بود در مراسم روضه خوانی محرم مسجد سپهسالار در ۱۳ آبان ۱۳۲۸ به قتل رساند و به همین جرم اعدام شد.

در خاطرات شعبان جعفری دربارهٔ وی می‌خوانیم: 

مثلاً همون سیدحسین و سیدعلی امامی که میرن [احمد] کسروی رو میکشن، اینجوری که اونموقع شنفتم به منزل کاشانی اومد و رفت داشتن. ولی به دستور آیت الله کاشانی نبود که رفتن دادگستری و سید حسین خودشو زد و سید علی منشیشو [حداد پور]. اینا یه مدتی
تو محل ما اونجا تو خیابون بوذرجمهری اینا به حساب بزازی داشتن و پارچه مارچه می فروختن. سید حسینم خیلی بچه خوشگلی بود و موهای بورم داشت و اینا. بعد اینا وقتی می بینن که کسروی و اینا قرآن رو --اینجور که خودشون میگفتن-- قبول ندارن، مأموریت پیدا میکنن و میان میرن تو دادگستری که گویا اون روز کسروی محاکمه داشته. سیدحسین میزنه کسروی رو می کشه، بعد منشی کسروی که گویا یه هف تیر داشته خالی می کنه پای این سید علی --داش سیدحسین-- مجروح میشه، ولی سیدعلی ام میزنه منشی رو می کشه. بعد اینا رو آوردن زندان، اتفاقاً من اون موقع تو زندان بودم، اینا رم تو زندان شنفتم. بعد اینا انقد مذهبی سفت و سخت بودن که وقتی سیدحسین امامی رو می برن پای چوبه دار اعدام کنن، میگه دستمالم تو جیبمه در بیارین ببندین گردنم چون طناب شما کثیفه، نجسه.